# Eugène Klein
Eugène Klein (ur. 28 lutego 1916 w Avenheim, we Francji, zm. 6 grudnia 1992) – francuski duchowny katolicki. arcybiskup Numei od 1972 do 1981.

## Życiorys
Święcenia kapłańskie otrzymał 16 maja 1943 roku jako Misjonarz Najświętszego Serca Jezusowego.

## Episkopat
14 czerwca 1963 roku papież Jan XXIII mianował go wikariuszem apostolskim Yule. Sakry biskupiej udzielił mu 25 września 1960 roku arcybiskup Joseph Lefèbvre. W dniu 15 listopada 1966 roku papież Paweł VI mianował go biskupem Bereina. W dniu 5 czerwca 1971 roku ten sam papież mianował go arcybiskupem koadiutorem Numei. W dniu 7 kwietnia 1972 roku ten sam papież mianował go arcybiskupem Numei. W dniu 19 czerwca 1981 roku został odwołany z tego stanowiska przez papieża Jana Pawła II, ze względu na wiek.